# 藤原の効果

台風17、18号の藤原効果時、2009年北西太平洋の台風シーズン

藤原の効果（ふじわらのこうか、英: Fujiwhara Effect）または藤原効果（ふじわらこうか）とは、2つの熱帯低気圧が約1000km以内に接近した場合、それらが干渉して通常とは異なる進路をとる現象のことである。1921年に当時の中央気象台所長だった藤原咲平が、このような相互作用の存在を提唱したためこの名がある。

## 概要
熱帯低気圧は、大まかには近くの亜熱帯高気圧や気圧の谷に伴う上空の風に吹き流されて移動していく。近くに別の熱帯低気圧が存在する場合、その熱帯低気圧に反時計回りに吹き込む風によって吹き流される効果が付け加わる。そのため2つの熱帯低気圧が接近すると、それぞれがもう片方の熱帯低気圧の周りを反時計回りに接近しながら移動していくことになる。これにさらに、亜熱帯高気圧や気圧の谷の風に吹き流される運動が足し合わされるため、熱帯低気圧ごとにかなり異なった動きが見られる。
藤原の効果が見られるようになる熱帯低気圧間の距離はその熱帯低気圧の大きさや強さにより異なるが、だいたい1000km以内とされている。このような距離に熱帯低気圧が複数存在することは大西洋やインド洋ではあまり見られず、ほとんどが太平洋上、特に北西太平洋に多く見られる。
藤原の効果は6つに分類されている。
相寄り型
弱い方の熱帯低気圧が接近しながら急激に衰弱し、強い方の熱帯低気圧に取り込まれてしまう。
指向型
片方の熱帯低気圧だけが干渉を受けて、もう片方の熱帯低気圧の回りを運動するように見える。
追従型
片方の熱帯低気圧がまず移動し、その後ろをもう片方の熱帯低気圧が追いかけていく。
時間待ち型
東側の熱帯低気圧がまず北上し、その熱帯低気圧が去った後に西側の熱帯低気圧が北上しはじめる。
同行型
2つの熱帯低気圧が並行して移動する。
離反型
東側の熱帯低気圧が加速して北東へ移動し、西側の熱帯低気圧が減速しながら西へ移動する。
1993年にグレッグ・ホランドとマーク・ランダーは藤原の効果を解析して、これが単純に反時計回りに回転しながら接近していく運動ではなく、接近 - 捕獲 - 反時計回りの回転 - 解放 - 離脱といったプロセスを経る運動であることを示している。ただ、接近した台風がお互いに複雑な動きをする理由としては、互いの風の影響ではないか、というおおまかな仮説が立てられているものの、詳しく分かっていないのが現状である。
藤原の効果の実証の過程で、水槽内に人工的に発生させた2つの水の渦が接近時に複雑な動きをすることなどが示されたように、力学的には「2つ以上の渦の間に働く相互作用」が藤原効果の原因ではないかとされている。そのため、沖永良部台風が台風ではない寒冷渦（回転する冷たい空気の塊）と藤原効果を起こしたように、台風以外の低気圧や気流の渦などでも藤原効果のような現象が見られることがあるが、台風が関わっていない場合は「藤原（の）効果」と呼ぶことはほとんどない。
気象庁では、2007年4月に行った予報用語の改正で、「天気予報などでは使用しないが報道資料などで使用する用語」として、それまでの「台風が干渉する」に代えて「藤原の効果」を採用し、「台風が、藤原の効果により相互に作用して複雑な動きをする」という表現を用例として挙げた。しかし、2014年春ごろに運用が変更され、現在（2018年8月時点）は予報用語としては「使用を控える用語」とされている。台風の動きに影響を与えるのは他の台風だけではなく（気圧の谷や高気圧、偏西風など）、個々の事例について相互作用の程度を明確に示せないことなどを理由としている。

## 主な例

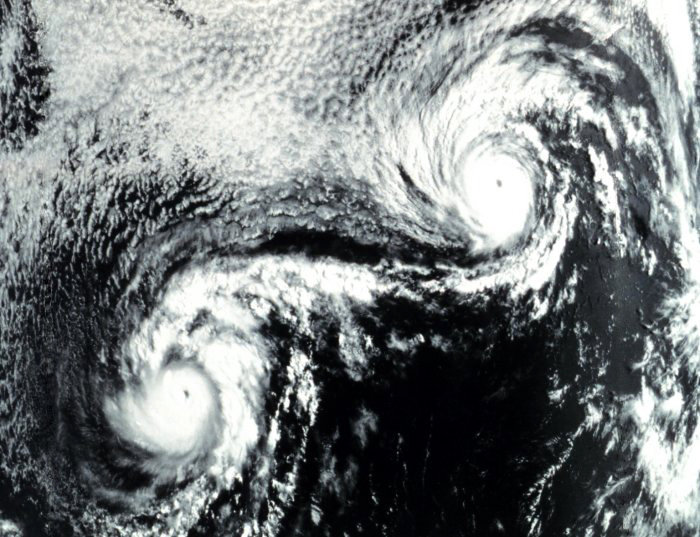
ハリケーン Ione（左）とKirsten（右）の藤原効果時、1974年のハリケーン・シーズン

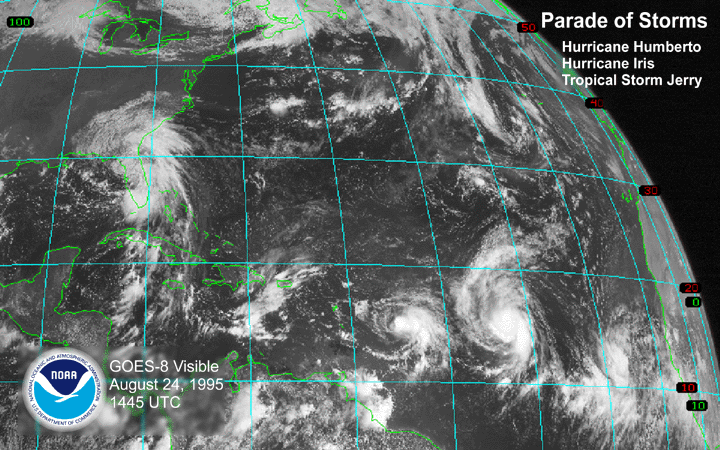
ハリケーンHumbertoとIris、熱帯低気圧 Jerryが並んだ"Parade of Storms"

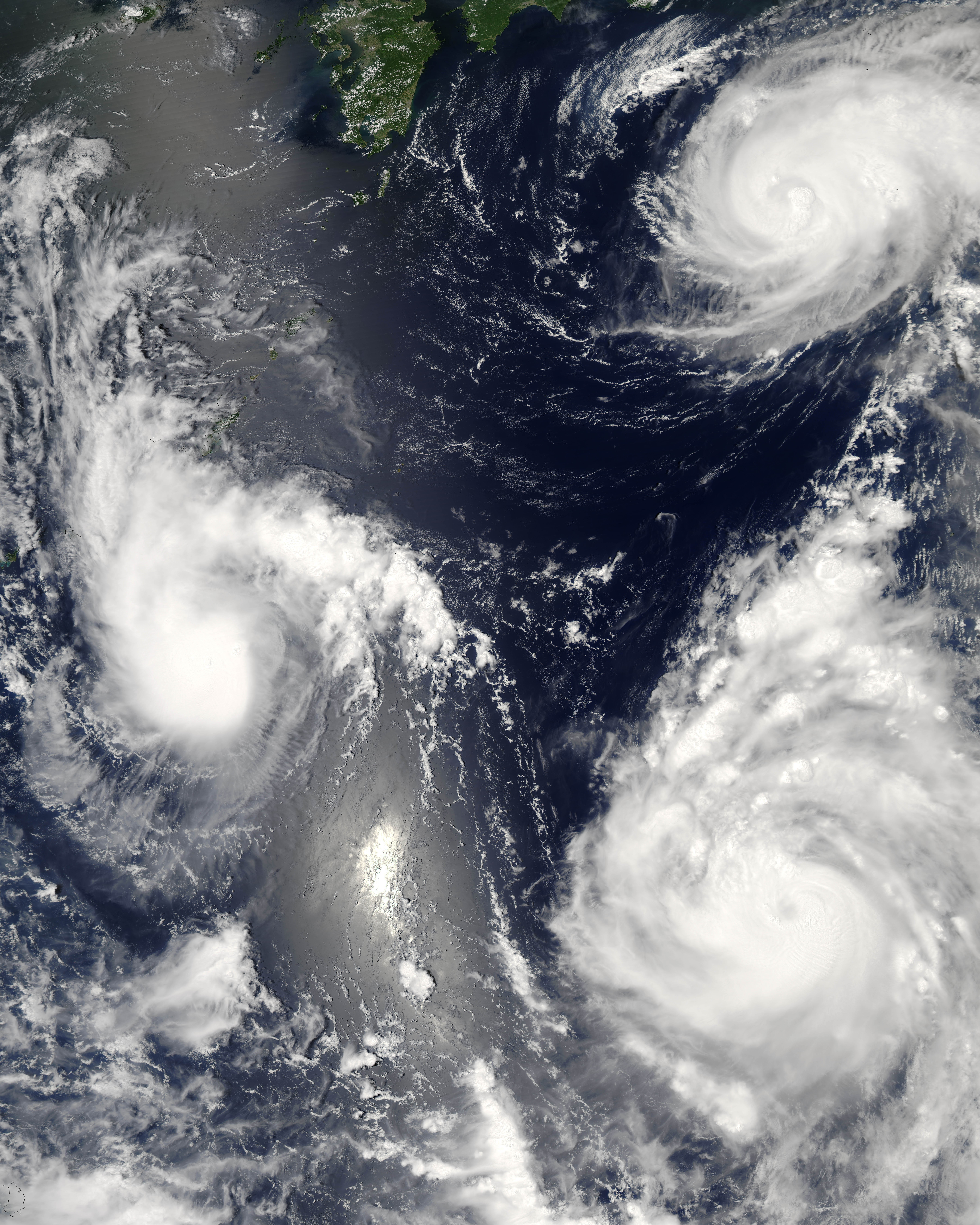
台風7号、8号、9号の三重の藤原効果時、2006年北西太平洋の台風シーズン

藤原の効果によって相互に作用しあう動きを見せた熱帯低気圧の例。2個よりも3個のほうがやや多く、同時に台風が多く発生するほど藤原の効果が現れやすくなるといえる。
- 台風196714号/台風197415号 進路図 指向型・追従型
- 台風197709号 進路図（沖永良部台風）
- 台風198305号/台風198306号/台風198307号 進路図 追従型・時間待ち型
- 台風198512号/台風198513号/台風198514号 進路図 相寄り型・同行型・離反型
- 台風199121号/台風199122号 進路図 時間待ち型・同行型
- 台風200607号/台風200608号/台風200609号 進路図 同行型・離反型?
- 台風200723号/台風200724号 進路図 指向型・追従型・同行型
- 台風200917号/台風200918号 進路図 指向型・離反型
- 台風201006号/台風201007号/台風201008号 進路図 相寄り型・指向型
- 台風201106号/台風201107号 進路図 相寄り型
- 台風201115号/台風201116号 進路図 指向型・追従型・時間待ち型
- 台風201214号/台風201215号 進路図 指向型・追従型・時間待ち型
- 台風201313号/台風201314号 進路図 相寄り型・追従型
- 台風201609号/台風201610号/台風201611号 進路図 指向型・時間待ち型
- 台風201705号/台風201706号 進路図 相寄り型・指向型
- 台風201709号/台風201710号 進路図 追従型・時間待ち型・同行型

大西洋では、ハリケーンの発生が多かった1995年に数例の藤原の効果がみられた。ハリケーン Humbertoとハリケーン Irisがお互いに干渉しあう動きを見せ、後から発生した熱帯低気圧 Karenがハリケーン Irisに取り込まれる相寄り型の干渉だった。また1994年にも、熱帯低気圧 Patと熱帯低気圧 Ruthがお互いに干渉しあう動きを見せた。2004年には、熱帯低気圧がハリケーン Lisaに取り込まれた例がある。
北西太平洋では、2005年にハリケーン Lidiaがハリケーン Maxに取り込まれた。
藤原の効果が見られる件数は、北西太平洋（台風）が最も多い。これは年間の熱帯低気圧発生数が多く、同時に近い場所での発生が多いことが理由と見られる。北東太平洋や北大西洋（ハリケーン）、南太平洋やインド洋北部・南部（サイクロン）でも藤原の効果が時々みられる。南大西洋ではサイクロンの発生がほとんど無く、藤原の効果が見られたことはない。
ちなみに、台風がお互いに動くときの特徴として、北西太平洋では反時計回り、北大西洋やメキシコ湾では時計回りに回転するものが多いという研究結果がある。

## 文献

### 関連文献
- James L. Franklin and David P. Roberts (2004年). “Tropical Cyclone Hurricane Lisa”.   National Weather Service - National Hurricane Center. 2013年10月21日閲覧。
- 石島英, セルバンド・ナタニエル, 宜野座亮「北太平洋西部海域におけるバイナリー台風の出現性と経路モードの特徴について」『天気』第53巻第6号、日本気象学会、2006年6月、467-478頁、ISSN 05460921、NAID 110004758213。